# Selenidium pennatum
Selenidium pennatum is een soort in de taxonomische indeling van de Myzozoa, een stam van microscopische parasitaire dieren. Het organisme komt uit het geslacht Selenidium en behoort tot de familie Selenidiidae. Selenidium pennatum werd in 1992 ontdekt door Simdyanov.